# José Ramón Saborido
José Ramón Saborido Loidi ist ein kubanischer Politiker der Kommunistischen Partei Kubas PCC (Partido Comunista de Cuba), der seit 2009 Minister für Hochschulbildung im Ministerrat Kubas ist.

## Leben
Saborido absolvierte nach dem Schulbesuch ein Studium und erwarb einen Doktor der Technikwissenschaften (Doctor en Ciencias Técnicas). Danach war er als Lektor und Professor tätig sowie später Dekan, Prorektor und Rektor. 2012 wurde er zunächst Erster Vizeminister für Hochschulbildung, ehe er am 13. Juli 2016 zum Nachfolger von Rodolfo Alarcón Ortiz als Minister für Hochschulbildung (Ministro de Educación Superior) im Ministerrat Kubas wurde.